# Yehoudit Hendel
Pour les articles homonymes, voir Hendel.
Yehoudit Hendel (en hébreu : יהודית הנדל, parfois translittéré Judith Hendel ou Yehudit Hendel) est une romancière et nouvelliste israélienne née à Varsovie et morte à Tel-Aviv en mai 2014.
Plusieurs années de naissance sont mentionnées pour Hendel : 1921, 1925 et 1926.
La famille Hendel, descendante d'une dynastie hassidique, fait l'aliya en 1930 et s'installe à Nesher près de Haïfa. Après des études pour devenir enseignante, Yehoudit Hendel se marie avec le peintre Zvi Meirovitz (he) (1911-1974) en 1948.
La première nouvelle parue de Hendel date de 1942. Elle se fait connaitre du grand public avec son roman רחוב המדרגות (Rehov ha-Maderegot) qui reçoit le prix Asher Barash en 1954 et est publié en 1955, devenant un best-seller. Le roman est adapté pour le théâtre et joué à la Habima en 1958. Son roman suivant, החצר של מומו הגדולה (Ha-Hazer shel Momo ha-Gedolah) parait en 1969.
Dans la première partie de sa carrière, Hendel traite du sort des minorités (principalement les sépharades), des survivants de l'Holocauste et des femmes dans la société israélienne en gestation. Dans la seconde partie, après la mort de son mari et sa visite en Pologne, elle traite de la mort et du deuil.
Hendel a reçu de nombreux prix littéraires dont le prix Bialik en 1996 et le prix Israël en 2003.